# Penny Oleksiak
Penny Oleksiak (n. 13 iunie 2000, Scarborough⁠(d), Ontario, Canada) este o înotătoare canadiană, medaliată olimpică. A participat la 2 ediții ale Jocurilor Olimpice (2016, 2020) în care a câștigat o medalie de argint și o medalie de bronz.